# Jingde
Der Kreis Jingde (chinesisch 旌德县, Pinyin Jīngdé Xiàn) ist ein Kreis der bezirksfreien Stadt Xuancheng der chinesischen Provinz Anhui. Er hat eine Fläche von 903,7 Quadratkilometern und zählt 125.000 Einwohner (Stand: Ende 2018).
Die traditionelle Architektur des Dorfes Jiangcun (Jiangcun gu jianzhuqun 江村古建筑群) steht seit 2006 auf der Liste der Denkmäler der Volksrepublik China (6-571).